# Amatonga inhacae
Amatonga inhacae är en insektsart som beskrevs av Marius Descamps 1973. Amatonga inhacae ingår i släktet Amatonga och familjen Euschmidtiidae. Inga underarter finns listade i Catalogue of Life.